# Чэмберс, Джастин
Джастин Чэмберс (англ. Justin Chambers, род. 11 июля 1970) — американский актёр и фотомодель, наиболее известный по роли Алекса Карева в длительном телесериале «Анатомия страсти».

## Карьера
Чэмберс начал свою карьеру модели в Париже. Он работал в Европе, Японии и Соединённых Штатах для Calvin Klein, Armani и Dolce & Gabbana. После того как он решил начать актёрскую карьеру, Чэмберс переехал в Нью-Йорк, где и обучался актёрскому мастерству в HB Studios в течение четырёх лет.
В 1995 году, также как и многие другие модели, Чэмберс дебютировал с ролью в дневной мыльной опере «Другой мир». Он был вскоре уволен из мыла и после он пытался строить карьеру в прайм-тайм сериалах. Он появился в нескольких телефильмах, а в 1998 году получил регулярную роль в прайм-тайм мыльной опере «Четыре угла», попытке снять новую версию сериала «Даллас», которая была закрыта после двух эпизодов. В следующем году он дебютировал на большом экране в фильме «Высоты свободы», после чего снялся в роли жениха Дженнифер Лопес в романтической комедии Свадебный переполох (2001), после успеха которой сыграл главные роли в фильмах «Мушкетёр» и «Зодиак».
В 2005 году Шонда Раймс взяла Чэмберса в свой сериал «Анатомия страсти», который внезапно оказался весьма успешным и в итоге стал одним из самых обсуждаемых и рейтинговых телепроектов десятилетия. В 2007 году он вместе с другими актёрами получил премию Гильдии актёров США за лучший актёрский состав в драматическом сериале.

## Личная жизнь
Джастин Чэмберс родился в Спрингфилде, штат Огайо, его отец был заместителем шерифа, а мать домохозяйкой. В 1993 году он женился на своей коллеге по модельному агентству Кейше. У пары пять детей, Изабелла (1994), близнецы Майя и Кайла (1997), Ева (1999) и Джексон (2002).

## Фильмография

### Фильмы
| Год  | Название на русском                               | Название на английском                 | Роль                 | Примечания                   |
| ---- | ------------------------------------------------- | -------------------------------------- | -------------------- | ---------------------------- |
| 1999 | Высоты свободы                                    | Liberty Heights                        | Трей                 |                              |
| 2001 | Свадебный переполох                               | The Wedding Planner                    | Массимо              |                              |
| 2001 | Мушкетёр                                          | The Musketeer                          | д’Артаньян           |                              |
| 2002 | Лео                                               | Leo                                    | Райан Эймс           |                              |
| 2003 |                                                   | For Which It Stands                    | Герман               | Короткометражный фильм       |
| 2005 | Южные красотки                                    | Southern Belles                        | Ретт Батлер          |                              |
| 2005 | Зодиак                                            | The Zodiac                             | Инспектор Мэтт Пэриш |                              |
| 2008 | Добро пожаловать в Лэйквью                        | Lakeview Terrace                       | Донни Итон           |                              |
| 2013 | Город порока                                      | Broken City                            | Райан                |                              |
| 2013 | Лига справедливости: Парадокс источника конфликта | Justice League: The Flashpoint Paradox | Барри Аллен          | Озвучивание, Direct-to-video |

### Телевидение
| Год        | Название на русском        | Название на английском | Роль               | Примечания |
| ---------- | -------------------------- | ---------------------- | ------------------ | --- |
| 1995       | Другой мир                 | Another World          | Николас Хадсон # 1 | Дневная мыльная опера |
| 1995       | Полицейские под прикрытием | New York Undercover    | Офицер Ник Кэйсо   | 1 эпизод |
| 1996       | Огненная жатва             | Harvest of Fire        | Джордж             | Телефильм |
| 1996       | Правосудие по Свифту       | Swift Justice          | Рик                | 1 эпизод |
| 1997       | Роуз Хилл                  | Rose Hill              | Коул Клейборн      | Телефильм |
| 1998       | Четыре угла                | Four Corners           | Калеб Хэскелл      | Регулярная роль, был закрыт после двух эпизодов |
| 1999       | Время любви                | Seasons of Love        | Взрослый Хокинг    | Телефильм |
| 2002       | Истерическая слепота       | Hysterical Blindness   | Рик                | Телефильм |
| 2003       | Детектив Раш               | Cold Case              | Крис Лэссинг       | 3 эпизода |
| 2004       | Секретная служба           | The Secret Service     | Чарльз Броди       | Пилот |
| 2005- 2019 | Анатомия страсти           | Grey’s Anatomy         | Алекс Карев        | Регулярная роль Премия Гильдии киноактёров США за лучший актёрский состав в драматическом сериале (2007) Премия «Спутник» за лучший актёрский состав в драматическом сериале (2007) Номинация — Teen Choice Award — прорыв года (2005) Номинация — Премия Гильдии киноактёров США за лучший актёрский состав в драматическом сериале (2006, 2008) |
| 2009       | Частная практика           | Private Practice       | Алекс Карев        | 1 эпизод |